# 환계
환계(桓階, ? ~ ?)는 중국 후한 말 ~ 삼국 시대 위나라의 정치인이다. 자는 백서(伯緖)이며 형주 장사군 임상현(臨湘縣) 사람이다.

## 생애
조부 때부터 장사에서 출사하는 집안이었다. 부친은 상서(尙書)를 지냈고, 남중에서 유명한 자였다.
환계는 장사에서 공조(功曹)를 지냈다. 당시 장사태수였던 손견이 효렴으로 천거하여 상서랑(尙書郎)이 되었으나, 부친이 사망하여 관직을 버리고 고향으로 돌아갔다. 때마침 손견은 유표와 전투 중 죽었기 때문에 환계는 은혜를 갚고자 위험을 무릅쓰고 유표에게 가 손견의 시체를 요구하였고, 유표는 환계를 의롭게 여겨 구한 것을 주었다.
그 후, 후임 장사태수 장선(張羨)을 섬겼다. 유표가 관도전투(官渡戦鬪)에서 원소에게 호응하는 움직임을 보이자, 장선에게 조조를 도울 것을 진언하였다. 이에 장선은 형주 남부로 가 유표에게 반기를 들 것을 선동하였다. 환계는 조조에게 가 사절(使節)로 부임하였고, 조조는 이를 기뻐하였으나 원군을 받지는 못했으며 장선이 병으로 죽자 반란은 진압되었다. 환계는 잠적하였고, 관작과 자신의 처제를 주겠다는 유표의 권유를 뿌리치고 병을 핑계로 은거하였다.
유표가 죽은 후, 형주가 조조의 지배하에 놓이게 되었다. 조조는 장선을 도운 공적을 높이 기려, 그를 승상연주부(丞相掾主簿) 및 조군태수에 임명하였다.
환계는 조식을 총애하는 조조에게 조비를 후계자로 삼을 것을 진언하였다. 당시 조식을 지지하던 정의가 조비를 지지하던 모개와 서혁을 비방하였는데, 환계는 이를 감쌌다. 이윽고 환계는 상서가 되었다. 관우가 조인을 공격하여 궁지에 몰린 조인을 위해 조조는 친히 군세를 이끌고자 하였으나, 환계는 조조에게 조인 등을 믿는다면 직접 군세를 이끌지 말라고 하였고 조조는 그의 말을 듣고 마피(摩陂)에 군세를 주둔시켰다.
조위 황조가 수립된 후, 환계는 호분중랑장(虎賁中郞將)과 상서령(尙書令) 및 고향정후(高鄕亭侯)에 임명되었으며, 시중(侍中)에까지 올랐다. 문제(文帝 : 조비)는 환계를 극진하게 대했고, 그를 자신의 아들의 후견인이 될 만한 인재라고 생각하였으나 환계는 중병이 들었다. 문제는 그를 안락향후(安樂鄕侯)에 봉하는 한편 식읍 600호를 주었으며, 그의 3명의 아들을 관내후에 봉하였다. 환계의 병세가 위독해지자 그를 구경중 하나인 태상에 임명하였으나, 환계는 얼마 가지 못하여 죽었다. 문제는 그에게 정후(貞侯)를 시호로 내렸으며, 아들 환가(桓嘉)가 작위를 이었다.

## 《삼국지연의》 속 환계
처음부터 손견의 부하로 등장하며, 손견이 죽자 사자로 유표에게 가 시신을 요구한다. 사실(史實)과 마찬가지로 조비가 제위에 오르는 데 협조하였으며, 왕랑·화흠과 함께 궁 안으로 가 헌제에게 선양을 강요한다.

## 환계의 친족관계

### 관련 인물
- 환가

## 같이 보기
- 삼국지 인물 목록